# Anoteropsis litoralis
Anoteropsis litoralis Vink, 2002 è un ragno appartenente alla famiglia Lycosidae.

## Etimologia
Il nome proprio della specie deriva dal latino litoralis, cioè del litorale, in riferimento all'habitat della specie.

## Caratteristiche
Si distingue dalle altre specie del genere per il colore del dorso che è giallo pallido al giallo con disegni neri; per la forma dell'apofisi mediana del bulbo maschile e quella degli scleriti esterni dell'epigino. Per colorazione è simile a A. forsteri e A. insularis, ma ne differisce per l'apofisi mediana più lunga dopo la curvatura.
L'olotipo maschile rinvenuto ha lunghezza totale è di 6,20mm; la lunghezza del cefalotorace è di 2,90mm; e la larghezza è di 1,20mm.

## Distribuzione
La specie è stata reperita nella Nuova Zelanda meridionale: l'olotipo maschile è stato rinvenuto sulle spiagge sabbiose di Kaitorete Spit, nella Penisola di Banks, appartenente alla regione di Canterbury.

## Tassonomia
Al 2016 non sono note sottospecie e dal 2002 non sono stati esaminati nuovi esemplari.